# Shaun Harrison
Shaun Harrison (* 28. April 1994 in Auckland) ist ein neuseeländischer Eishockeyspieler, der bis 2021 für die West Auckland Admirals in der New Zealand Ice Hockey League spielte. Seine jüngere Schwester Grace ist ebenfalls neuseeländische Nationalspielerin.

## Karriere
Shaun Harrison begann seine Karriere bei den West Auckland Admirals aus seiner Geburtsstadt. 2013 wechselte er auf die Südinsel, wo er vier Spielzeiten für Dunedin Thunder in der New Zealand Ice Hockey League spielte. 2013 spielte er daneben auch noch für die Southern Juniors in der Juniorenliga NZJEL. 2016 wechselte er für ein Studium nach Nordamerika und spielte für die UCLA Bruins, die Mannschaft der University of California, Los Angeles, in der Division III der National Collegiate Athletic Association. 2018 kehrte er nach Neuseeland zu den Admirals zurück, mit denen er im selben Jahr Neuseeländischer Meister wurde.

### International
Im Juniorenbereich spielte Harrison für Neuseeland bei den U18-Weltmeisterschaften 2011 in der Division II und 2012 in der Division III sowie bei den U20-Weltmeisterschaften 2011, 2012 und 2014, als er gemeinsam mit seinem Landsmann Aaron Henderson und den Belgiern Patrick van Noten und Erik Mondelaers drittbester Scorer hinter deren Landsleuten Michael van Egdom und Frank Neven wurde und gemeinsam mit van Egdom auch zweitbester Torvorbereiter hinter Mondelaers war, jeweils in der Division III.
Sein Debüt in der Herren-Nationalmannschaft gab der Stürmer bei der Weltmeisterschaft 2016 in der Division II, in der er auch 2018 spielte.

## Erfolge und Auszeichnungen
- 2018 Neuseeländischer Meister mit den West Auckland Admirals